# Mário Dias
Mário Dias (21 de Agosto de 1943, São Gonçalo, Rio de Janeiro — 24 de Março de 2021, Niterói, Rio de Janeiro) foi um jornalista e produtor cultural. Sua carreira se concentrou em Niterói, tendo trabalhado em diversos jornais fluminenses. Como produtor cultural, foi produtor de samba e MPB de artistas como Beth Carvalho, Zeca Pagodinho, Alcione, Jovelina Pérola Negra, Dudu Nobre e Arlindo Cruz. Também foi membro dos Acadêmicos do Cubango.
Mário morreu durante uma cirurgia  para remover um tumor do seu intestino.

## Biografia
Mário Dias nasceu em 21 de Agosto de 1943 em São Gonçalo, cidade localizada no estado do Rio de Janeiro, Brasil.
Foi assessor de imprensa de Niterói durante as gestões dos prefeitos Jorge Roberto Silveira, João Sampaio e Godofredo Pinto.
Mário Dias se destacou por ter trabalho em diversos jornais impressos fluminenses, como A Tribuna, o O Dia, O Fluminense, o Luta Democrática, e fundou o Jornal de Icaraí junto com Jourdan Amora. Além disso, também trabalhou na TV Globo e na TV Manchete. Durante sua carreira jornalística, cobriu o caso das máscaras de chumbo, onde os técnicos de eletrônica Miguel José Viana e Manuel Pereira da Cruz foram encontrados mortos no Morro do Vintém, próximo de Niterói. Era membro do conselho editorial do Jornal Casa da Gente, também fundado por Dias.
Como produtor cultural, foi produtor de samba e MPB de artistas como Beth Carvalho, Zeca Pagodinho, Alcione, Jovelina Pérola Negra, Dudu Nobre e Arlindo Cruz. Também participou, como ator, do documentário "Efeito Casimiro", premiado com o Grande Prêmio do Cinema Brasileiro de 2015 como "Melhor documentário de curta-metragem".
Dias era entusiasta do samba, sendo membro dos Acadêmicos do Cubango desde sua fundação em 1959. Cobriu por 40 anos os desfiles das escolas de samba no Rio de Janeiro.

## Morte
Mário Dias morreu após não resistir, durante uma cirurgia, da remoção de tumor do seu intestino. Tinha 78 anos antes de falecer. 